# 哈扎 (密蘇里州)
哈扎（英語：Huzzah）是位於美國密蘇里州克勞福德縣的非建制地區。

## 歷史
哈扎的郵局於1898年設立，其後於1967年停運。

## 地理
哈扎所處的海拔為高於海平面227米（即745英呎），而該地所採用的時區為UTC-6，即北美中部時區（CST）。同時該地設有夏令時間，為UTC-6調快一小時，即UTC-5（CDT）。